# 시기리현

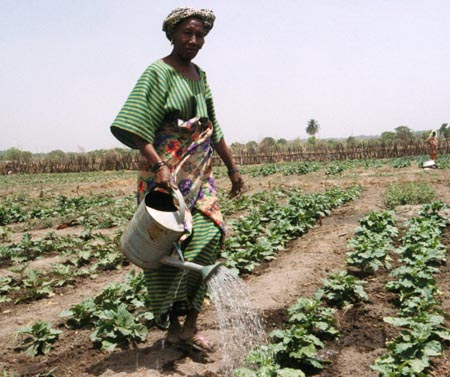
시기리 현의 농부

시기리현(Siguiri Prefecture)은 기니 캉칸 주의 현이다. 현도는 시기리이다. 면적은 18,500 km2, 인구는 2014년 기준으로 687,002명이다.

## 관할 도시
1. 시기리 (Siguiri, 현도)
2. 방콘 (Bankon)
3. 도코 (Doko)
4. 프랑왈리아 (Franwalia)
5. 키니에바쿠라 (Kiniébakoura)
6. 킨티니앙 (Kintinian)
7. 말레아 (Maléa)
8. 나분 (Naboun)
9. 니아가솔라 (Niagassola)
10. 니앙단코로 (Niandankoro)
11. 노라소바 (Norassoba)
12. 시기리니 (Siguirini)